# ユナイテッド・シネマ熊本
ユナイテッド・シネマ熊本（ユナイテッド・シネマくまもと・United Cinemas Kumamoto）は、熊本県熊本市中央区大江の商業施設『グランパレッタ熊本』に所在していた、ローソン・ユナイテッドシネマ運営のシネマコンプレックス（映画館）である。
2004年（平成16年）にヘラルド・エンタープライズ（後に角川シネプレックス→シネプレックスと改称）の運営でシネプレックス熊本として開業し、2016年（平成28年）にユナイテッド・シネマに改称。2025年（令和7年）3月30日、グランパレッタ熊本の営業終了に伴い閉館した。

## 歴史

### シネプレックスの時代
2004年（平成16年）12月23日、熊本市中央区大江に本社を置く「東亜シルク株式会社」が所有し、大和ハウスグループの「ダイワロイヤル」が運営する大型商業施設「グランパレッタ熊本」の2階に、シネプレックス熊本が開館した。シネプレックスとしては国内で7番目、九州地方としてはシネプレックス小倉（福岡県北九州市・チャチャタウン小倉内）に続く2サイト目である。
当シネコンが開館する前の熊本市中央区には、1911年（明治44年）に創設し1995年（平成7年）12月にミニシアターとして建て替えられた「Denkikan」（3スクリーン）を始め、熊本東宝プラザ（4スクリーン）、熊本シネラックス（5スクリーン）、シネパラダイス（ミニシアター。1999年開業 – 2010年1月31日閉館）の4サイトが存在していたが、開館前年の2003年（平成15年）9月15日に東宝プラザ1・2が閉館。更にシネプレックス開館後の2006年（平成18年）3月には東宝プラザ3・4とシネラックスが相次いで閉館に追い込まれた。東宝プラザは同市南区田井島にオープンした「TOHOシネマズはません」に集約する為の閉館だったが、シネラックスは運営会社の自己破産で廃業の憂き目に遭ったとされている。
2009年（平成21年）12月には、熊本県出身のスザンヌ主演による映画『いぬばか』（ヨリコジュン監督）が上映され、同月6日にはスザンヌが舞台挨拶で来館した。

### 熊本地震とユナイテッド・シネマへの改称
2013年（平成25年）6月1日にユナイテッド・シネマがシネプレックスを吸収合併したことにより、シネプレックスの全サイトがユナイテッド・シネマに運営移管されたが、それに伴う屋号変更は行われず、引き続き「シネプレックス熊本」の名称が使用されていた。
2016年（平成28年）3月には、福岡県のローカルアイドルグループ「LinQ」が出演した『みんな好いとうと♪』（宝来忠昭監督）が上映され、同月21日にはメンバーの新木さくら・坂井朝香・大庭彩歌・福山果奈が舞台挨拶で来館したが、LinQ来館から1か月近く経った同年4月14日に熊本地震が発生。熊本市内でも震度7を2度観測する等の甚大な被害をもたらしたことから、同館も発生翌日（4月15日）以降の休館を余儀なくされ、同時期に日本公開された『フィフス・ウェイブ』の上映予定が見送られる等の影響が出た。
それから半年を経た同年10月12日に当館の営業再開が発表され、同年11月23日に館名を「ユナイテッド・シネマ熊本」と改めてリニューアルスタート。更に同年12月16日には県内初となる「4DX」シアターを導入した。翌2017年（平成29年）3月24日には上益城郡嘉島町のイオンシネマ熊本（イオンモール熊本内）が営業再開し、熊本県内の映画館・シネコンはすべて復旧した。
2018年（平成30年）制作の松竹映画『かぞくいろ RAILWAYS わたしたちの出発』（吉田康弘監督）は熊本県と鹿児島県を結ぶ肥薩おれんじ鉄道が舞台となっており、先行上映された同年11月24日には同作出演の有村架純と國村隼（八代市生まれ）が舞台挨拶を行った。
開館以来ユナイテッド・シネマ直営館としては国内最南端であったが、2019年（令和元年）6月27日、沖縄県浦添市にユナイテッド・シネマ PARCO CITY 浦添がオープンしたことにより、最南端の座を浦添に譲った。
2019年9月1日には『ガールズ&パンツァー 最終章 第2話』上映時の舞台挨拶で、同作出演声優の渕上舞・茅野愛衣・尾崎真実・中上育実・井口裕香・生天目仁美・仙台エリが来館。更に同月15日には『BanG Dream! FILM LIVE』の上映で大塚紗英・西本りみ・大橋彩香が舞台挨拶を行った。

### コロナ禍、そして閉館へ
2020年（令和2年）4月、新型コロナウイルス感染拡大に伴う緊急事態宣言により当館も臨時休館となったが、同年5月15日に営業を再開したため、先述の熊本地震時のような長期休館は回避された。
2023年（令和5年）11月25日には『ガールズドライブ』（宮岡太郎監督）上映時の舞台挨拶で、同作出演者であるAKB48の倉野尾成美（荒尾市出身）が来館した。
2024年（令和6年）12月2日、隣接するイオン熊本中央店の閉店にともなう、グランパレッタ熊本の営業終了で、2025年3月30日に閉館することが発表された。ユナイテッド・シネマはこの年の3月1日付で『ローソン・ユナイテッドシネマ』に社名を変更したが、先に閉館したユナイテッド・シネマ枚方と同様、ローソン・ユナイテッドシネマへの館名変更をすることなく営業を終えることとなった。
最終上映作は4DXシアターが同月20日から上映を開始した『白雪姫』（マーク・ウェブ監督）、419席を有したスクリーン2では『機動戦士Gundam GQuuuuuuX -Beginning-』となり、シネプレックス時代から20年3ヵ月に及ぶ歴史に幕を閉じた。熊本県内で今世紀内に新規開業した映画館としては当館が初の閉館となっている。

## スクリーン詳細
| スクリーンNo. | 座席数 | 備考                                          |
| ------------- | ------ | --------------------------------------------- |
| 1             | 164    | HDCS （ヘラルド・ダイナミックシネマサウンド） |
| 2             | 419    | HDCS （ヘラルド・ダイナミックシネマサウンド） |
| 3             | 375    | HDCS 3D対応                                   |
| 4             | 105    |                                               |
| 5             | 105    |                                               |
| 6             | 96     | 4DXシアター HDCS                              |
| 7             | 205    | HDCS                                          |
| 8             | 105    | 3D対応                                        |
| 9             | 105    |                                               |
| 10            | 105    |                                               |